# Any Old Time
| Recensione | Giudizio |
| ---------- | -------- |
| AllMusic   | [ 1 ]    |

Any Old Time è un album in studio della cantante statunitense Carmen McRae, pubblicato  nel dicembre del 1986.

## Descrizione
L'album ricevette una nomination al Grammy Award 1988 per la miglior performance vocale femminile di jazz.
L'album è stato pubblicato in formato CD dall'etichetta discografica Denon Records negli Stati Uniti. L'album è stato pubblicato, sempre dalla Denon Records, anche in Giappone, in CD, con numero di catalogo 33CY-1216 e in un'edizione promo in LP, con numero di catalogo YF-7123. Negli anni successivi l'album è stato ristampato alcune volte in CD solo in Giappone.

## Tracce
1. Tulip or Turnip – 4:32 (Don George, Duke Ellington)
2. Old Devil Moon – 4:13 (E.Y. Harburg, Burton Lane)
3. Have You Met Miss Jones? – 5:16 (Lorenz Hart, Richard Rodgers)
4. Love Me Tender – 5:52 (Vera Matson, Elvis Presley)
5. I Hear Music – 4:45 (Burton Lane, Frank Loesser)
6. This Is Always – 5:01 (Mack Gordon, Josef Myrow)
7. Body and Soul – 6:26 (Edward Heyman, Robert Sour, Frank Eyton, Johnny Green)
8. Prelude to a Kiss – 5:21 (Irving Gordon, Irving Mills, Duke Ellington)
9. Mean to Me – 4:19 (Fred E. Ahlert, Roy Turk)
10. Any Old Time – 2:57 (Artie Shaw)
11. It Could Happen to You – 2:18 (Johnny Burke, Jimmy Van Heusen)
12. I'm Glad There Is You – 3:47 (Paul Madeira (Paul Mertz), Jimmy Dorsey)
13. Billie's Blues – 5:13 (Billie Holiday)

## Crediti

### Musicisti
- Carmen McRae - voce
- Clifford Jordan - sassofono tenore
- John Collins - chitarra
- Eric Gunnison - pianoforte
- Scott Colley - contrabbasso
- Mark Pulice - batteria

### Personale tecnico
- Tom Ueno - produttore
- Sonny Lester - produttore esecutivo (per la LRC LTD.)
- Registrazioni effettuate il 23 giugno 1986 al Clinton Studio di New York
- Ed Rak - ingegnere delle registrazioni
- Joseph Martin - secondo ingegnere delle registrazioni
- Mixato al Nippon Columbia di Tokyo, Giappone
- Hiroshi Gotoh (Columbia) - ingegnere del mixaggio
- Shigeru Uchiyama - fotografia[4]